# Навколомісячна орбіта

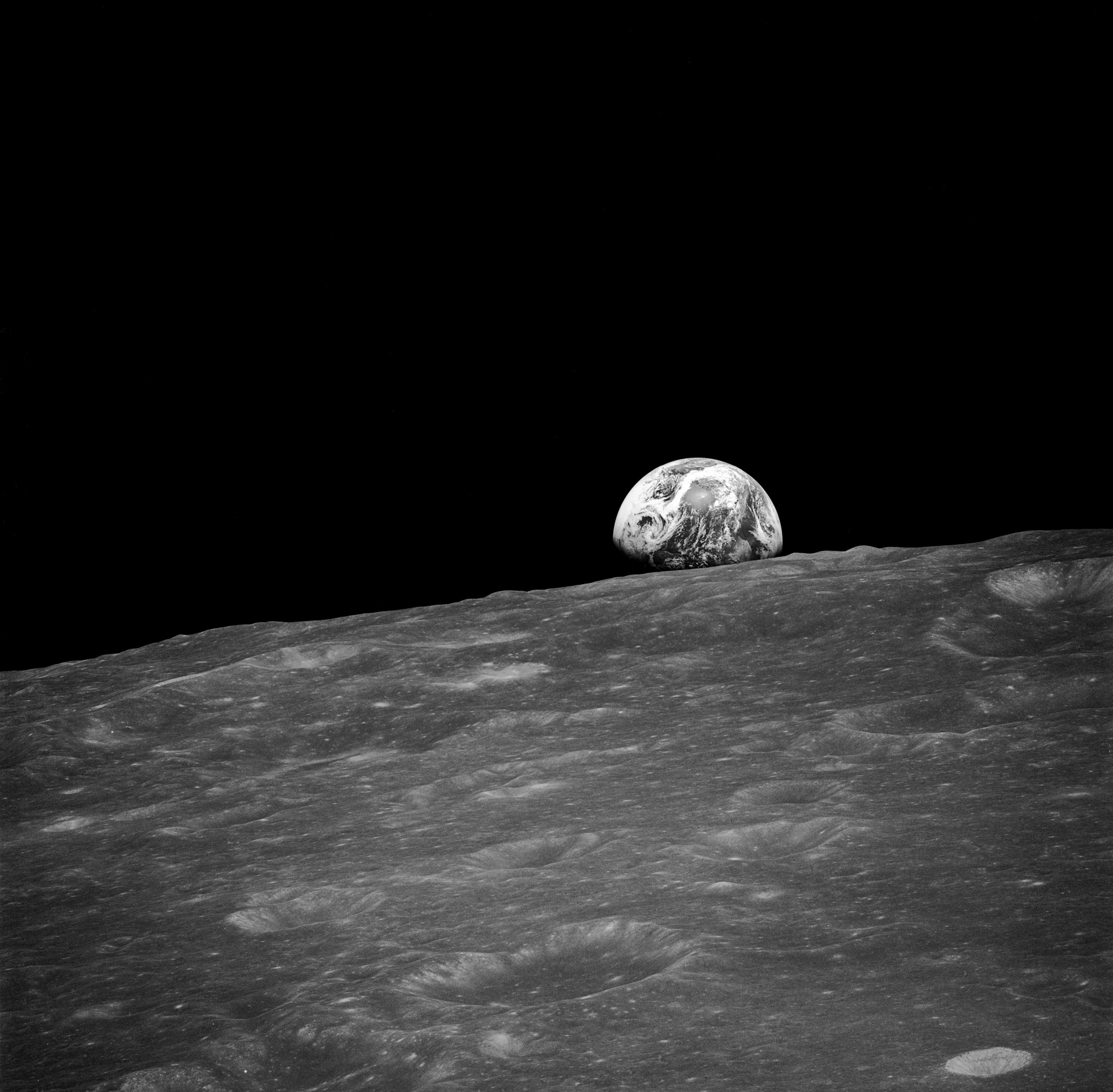
Вид висхідної над місячним горизонтом Землі із селеноцентричної орбіти; знято з космічного корабля «Аполлон-8».

Навколомісячна орбіта або селеноцентрична орбіта — орбіта руху тіла навколо Місяця. Перицентром та апоцентром такої орбіти відповідно називають периселенієм та апоселенієм.

## Історія
Першим штучним космічним апаратом, запущеним до Місяця, був «Луна-1», що стартував 4 січня 1959 року Вихід апарата на орбіту навколо Місяця запланований не був, він пройшов за 6 тис. км від Місяця.
Першим апаратом, що пройшов по траєкторії вільного повернення навколо Місяця, став «Луна-3», запущений 4 жовтня 1959 року. Цей апарат, облітаючи зворотний бік Місяця, зміг сфотографувати його, проте також не виходив на селеноцентричну орбіту як таку. «Луна-10» був першим в історії апаратом, який вийшов на орбіту у квітні 1966 року і пробув на ній близько місяця.
Першим автоматичним американським апаратом, який вийшов на навколомісячну орбіту, був «Лунар орбітер — 1» 14 серпня 1966 року. П'ять таких космічних апаратів були запущені протягом 13 місяців, кожен із них успішно відзняв поверхню Місяця, насамперед для того, щоб знайти придатні місця для посадки пілотованих апаратів програми «Аполлон». Останнім із виведених на орбіту навколо Місяця апаратів на початок 2014 року є космічний апарат LADEE.
Першим пілотованим апаратом, що вийшов на навколомісячну орбіту, був «Аполлон-8». Загалом на навколомісячній орбіті побувало 24 американських астронавти, усі — в рамках програми «Аполлон». Джон Свайгерт і Фред Хейз безпосередньо на орбіту не виходили, хоча й виконали обліт навколо Місяця в ході польоту «Аполлон-13».

## Стабільність навколомісячних орбіт
Абсолютна більшість навколомісячних орбіт не є стійкою, тому що низькі орбіти швидко деградують через вплив місячних масконів, а високі — через гравітаційне збурення Землі й Сонця. У результаті будь-який супутник Місяця відносно швидко (за час від кількох днів до кількох років) або зіткнеться з поверхнею Місяця при зниженні перицентра його орбіти, або покине навколомісячну орбіту. Цим пояснюється відсутність у Місяця стабільних природних супутників. Однак вибір параметрів орбіти, заснований на дуже точному обліку гравітаційних аномалій (так звані «заморожені орбіти»), може значно збільшити цей час. Ці орбіти були відкриті у 2001 році після детального картографування місячної поверхні.